# Norma Webb
Norma Webb (...) è una truccatrice britannica.

## Filmografia
- Gorilla nella nebbia (1988)
- 007 - Vendetta privata (1989)
- Tutta colpa del fattorino (1992)
- Vite sospese (1992)
- Quel che resta del giorno (1993)
- Viaggio in Inghilterra (1993)
- In Custody (1994)
- Carrington (1995)
- GoldenEye (1995)
- L'agente segreto (1996)
- Grazie, signora Thatcher  (1996)
- Il domani non muore mai (1997)
- Amori e vendette (1998)
- Notting Hill (1999)
- Gangster n°1 (2000)
- La carica dei 102 - Un nuovo colpo di coda (2000)
- Chocolat (2000)
- L'ultimo bicchiere (2001)
- Gosford Park (2001)
- 28 giorni dopo (2002)
- Harry Potter e il prigioniero di Azkaban (2004)
- Alexander (2004)
- Harry Potter e il calice di fuoco (2005)
- Il codice da Vinci (2005)
- Harry Potter e l'Ordine della Fenice (2007)
- Espiazione (2007)
- Quantum of Solace (2008)